# Daniel Mann
Daniel Mann (8 de agosto de 1912 – 21 de noviembre de 1991), también conocido como Daniel Chugerman, fue un director estadounidense de películas para el cine y la televisión.

## Biografía
Daniel Mann nació en Brooklyn, Nueva York. Fue actor de teatro desde niño y asistió a la Escuela de Niños Profesionales de la ciudad de Nueva York y a la Casa de Juegos de la Vecindad. Entró en el cine en 1952 como director, mostrando un instinto muy pequeño para la dinámica visual pero un oído excelente para los diálogos. La mayoría de las películas de Daniel Mann fueron adaptaciones del teatro (Come Back Little Sheba, Rose Tattoo, Teahouse of August Moon/La casa de té de la luna de agosto) y de literatura (BUtterfield 8, Last Angry Man).
Daniel Mann murió de un paro cardíaco en Los Ángeles, California, en noviembre de 1991.

## Filmografía como director
- Vuelve, pequeña Sheba  (Come Back, Little Sheba) (1952)
- La solterona romántica (About Mrs. Leslie) (1954)
- La rosa tatuada (The Rose Tattoo (1955)
- Mañana lloraré (I'll Cry Tomorrow (1955)
- La casa de té de la luna de agosto (The Teahouse of the August Moon) (1956)
- Hot Spell (1958)
- The Last Angry Man (1959)
- Butterfield 8 (Una mujer marcada en España o Una venus en visón en Venezuela) (1960)
- Sendero de furia (The Mountain Road) (1960)
- El tercer hombre era mujer (Ada) (1961)
- Trampa a mi marido (Who's Got the Action? (1962)
- Ejercicio para cinco dedos (Five Finger Exercise) (1962)
- Las cinco esposas del solterón (Who's Been Sleeping in My Bed?) (1963)
- Our Man Flint (Flint peligro supremo en Argentina o Flint, agente secreto en España) (1966)
- Judith (1966) (Conflict en video, Judith en Argentina o La Venus de la ira en España)
- Un hombre para Ivy (For Love of Ivy) (1968)
- Sueño de reyes (A Dream of Kings) (1969)
- La revolución de las ratas (Willard) (1971)
- Los vengadores (The Revengers) (1972)
- Another Part of the Forest (1972) (TV)
- Maurie (1973), también conocida como Big Mo
- Interval (1973)
  - Lanzada como Intervalo
- Lost in the Stars (1974)
- Journey Into Fear (1975), también conocida como Burn Out
- How the West Was Won (1977, serie de televisión)
- Matilda (1978)
- Playing for Time (1980) (TV)
- The Day the Loving Stopped (1981) (TV)
- The Man Who Broke 1,000 Chains (1987) (TV)

## Premios y distinciones
Festival Internacional de Cine de Cannes
| Año  | Categoría                            | Película              | Resultado |
| ---- | ------------------------------------ | --------------------- | --------- |
| 1953 | Premio a la mejor película dramática | Vuelve, pequeña Sheba | Ganador   |